# Chuồn chuồn kim
Chuồn chuồn kim là tên gọi chung để chỉ các loài côn trùng thuộc phân bộ Cánh đều (Zygoptera), bộ chuồn chuồn (Odonata). Các loài chuồn chuồn kim tương tự như các loài chuồn chuồn ngô (Anisoptera), điểm khác nhau là khi ở tư thế đậu thì cánh của chuồn chuồn kim nằm dọc theo thân mình, khác với tư thế cánh vuông góc với thân của các loài kia. Một điểm khác nữa là đôi cánh sau cơ bản giống đôi cánh trước, trong khi ở chuồn chuồn ngô, đôi cánh sau mở rộng ở phần gốc so với cánh trước. Chuồn chuồn kim có cơ thể nhỏ hơn, yếu hơn chuồn chuồn ngô. Cặp mắt chuồn chuồn kim cách xa nhau.
Chuồn chuồn kim, cũng như các loài chuồn chuồn khác, là các loài biến thái không hoàn toàn. Thiếu trùng chuồn chuồn kim sống trong môi trường nước, mang của thiếu trùng chuồn chuồn kim nằm lộ bên ngoài, hình dáng như 3 chiếc vây ở cuối bụng.

## Phân loại

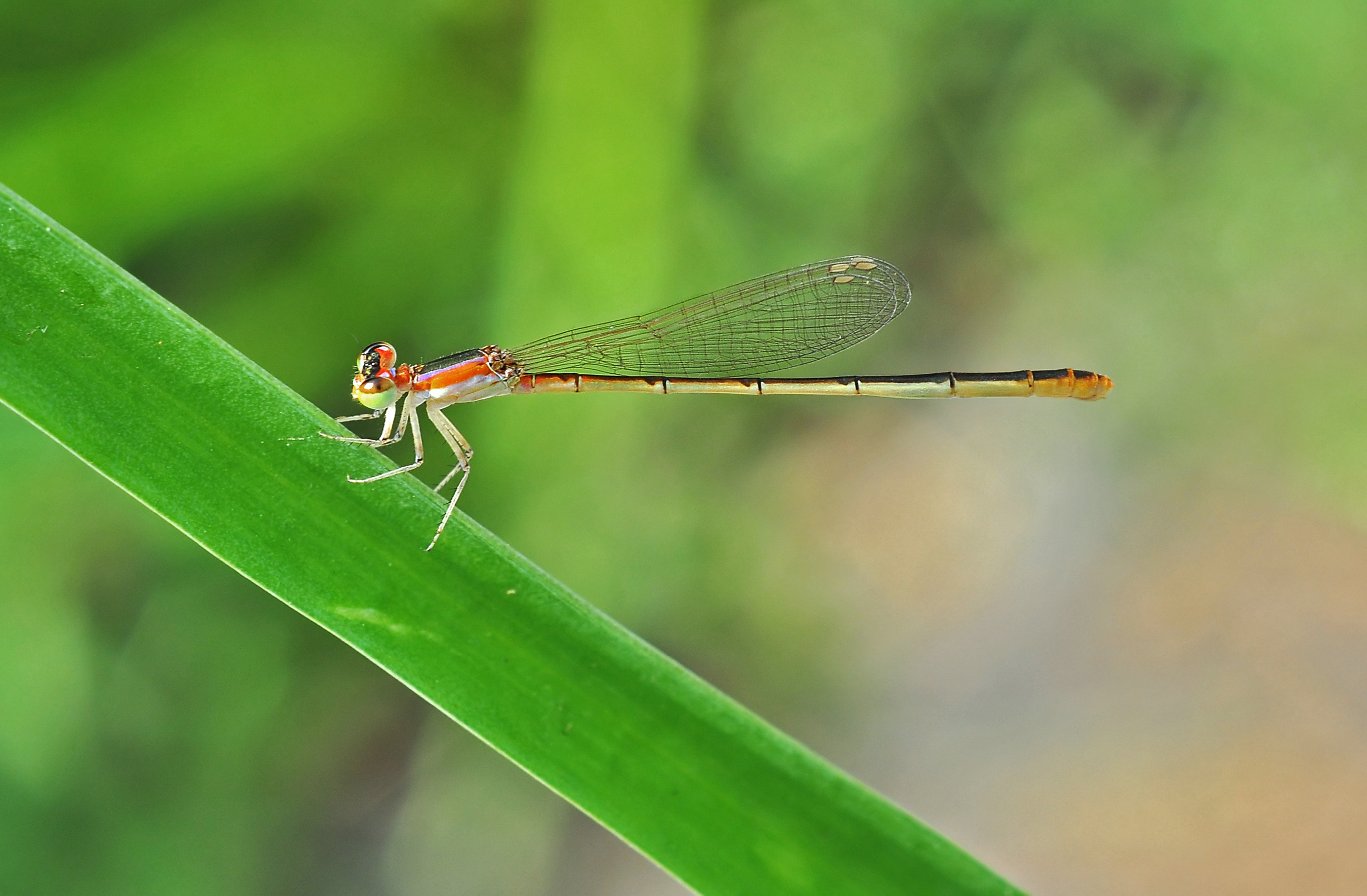
Một con chuồn chuồn kim Agriocnemis pygmaea cái

Phân loại dưới đây lấy theo tolweb.org và Günter Bechly, 2007 Lưu trữ ngày 3 tháng 5 năm 2010 tại Wayback Machine
- Siêu họ Hemiphlebioidea
  - Hemiphlebiidae - Reedlings
- Siêu họ Coenagrionoidea
  - Coenagrionidae - Pond Damselflies
  - Isostictidae - Narrow-wings
  - Platycnemididae - White-legged Damselflies
  - Platystictidae - Forest Damselflies
  - Protoneuridae - Pinflies
  - Pseudostigmatidae - Forest Giants
- Siêu họ Lestoidea
  - Lestidae - Spreadwings
  - Lestoideidae
    - Diphlebiidae ? - Azure Damselflies

  - Megapodagrionidae - Flatwings
  - Perilestidae - Shortwings
  - Pseudolestidae
  - Synlestidae - Sylphs
- Siêu họ Calopterygoidea
  - Amphipterygidae
  - Calopterygidae - chuồn chuồn kim cánh rộng
  - Euphaeidae - Gossamerwings
  - Polythoridae - Bannerwings
  - Chlorocyphidae - Jewels
  - Dicteriadidae - Barelegs
  - †Zacallitidae

## Phát sinh loài
- Caloptera Belyshev & Haritonov, 1983
  - † Sieblosiidae Handlirsch, 1907
  - Eucaloptera Bechly, 1996
    - Amphipterygida Bechly, 1996
      - Diphlebiidae Heymer, 1975
      - Amphipterygoidea Tillyard, 1917
        - Thaumatoneuridae Tillyard & Fraser, 1938
        - Amphipterygidae Tillyard, 1917
        - Pseudolestidae Fraser, 1957 (incertae sedis)

    - Calopterygomorpha Bechly, 1996
      - Chlorocyphoidea Cowley, 1937
        - Libellaginidae Jacobson & Bianchi, 1905
        - Chlorocyphidae Cowley, 1937

      - Calopterygiformia Bechly, 1996
        - Euphaeida Bechly, 1996
          - Epallagoidea Needham, 1903
            - † Zacallitidae Cockerell, 1928
            - Epallagidae Needham, 1903 = Euphaeidae Montgomery, 1959

          - Polythoridae Munz, 1919

        - Calopterygida Bechly, 1996
          - Heliocharitidae Tillyard & Fraser, 1939 = Dicteriadidae sensu Dunkle, 1991
          - Calopterygoidea Selys, 1850
            - Caliphaeidae Fraser, 1929
            - Calopterygidae Selys, 1850
- Euzygoptera Bechly, 1996
  - Lestomorpha Bechly, 1996
    - Hemiphlebiidae Tillyard, 1926
    - Lestiformia Bechly, 1996
      - † Cretacoenagrionidae Bechly, 1996
      - Eulestiformia Bechly, 1996
        - Chorismagrionidae Tillyard & Fraser, 1938 (thường coi là một phần của họ Synlestidae)
        - Lestida Bechly, 1996
          - Perilestidae Tillyard & Fraser, 1938
          - Lestodea Bechly, 1996
            - Synlestidae Tillyard, 1917
            - Lestinoidea Calvert, 1901
              - Megalestidae Tillyard & Fraser, 1938
              - Lestidae Calvert, 1901

  - Coenagrionomorpha Bechly, 1996
    - Hypolestidae Tillyard & Fraser, 1938
      - Heteragrioninae Racenis, 1959
      - Philogeniinae Racenis, 1959
      - Hypolestinae Tillyard & Fraser, 1938
        - Philosinini Kennedy, 1925
        - Hypolestini Tillyard & Fraser, 1938
        - Lestoideini Munz, 1919 = Lestoideidae

    - Megapodagrionidae Calvert, 1913
    - Coenagrioniformia Bechly, 1996
      - Platystictidae Laidlaw, 1924
      - Coenagrionida Bechly, 1996
        - Pseudostigmatoidea Kirby, 1890
          - Coryphagrionidae Pinhey, 1962
          - Pseudostigmatidae Kirby, 1890

        - Coenagrionodea Bechly, 1996
          - Coenagrionidae Kirby, 1890
          - Platycnemidoidea Jacobson & Bianchi, 1905
            - "Platycnemididae" Jacobson & Bianchi, 1905
            - Protoneuridae Jacobson & Bianchi, 1905
              - "Protoneurinae"
              - Isostictinae = Isostictidae
- † Steleopteridae Handlirsch, 1906
- † Eosagrionidae Handlirsch, 1920